# Bombax mossambicense
Bombax mossambicense là một loài thực vật có hoa thuộc họ Bombacaceae.
Loài này chỉ có ở Mozambique.